# Ida Darwin
Ida, Lady Darwin (née Farrer ; 7 novembre 1854 - 5 juillet 1946) est l'épouse d'Horace Darwin, membre de la Ladies Dining Society, et cofondatrice en 1913 de la Central Association for the Care of the Mentally Defective (en 1921 rebaptisé l'Association centrale pour le bien-être mental).

## Biographie
Darwin est né Emma Cecilia Farrer et prend le nom Ida du conte de fées de Hans Christian Andersen de Little Ida's Flowers. Son père est secrétaire permanent du Board of Trade Thomas Farrer et sa mère est Frances Erskine, fille de l'historien et orientaliste William Erskine et petite-fille de James Mackintosh. Thomas Farrer est un ami de Charles Darwin et, à la suite du décès de Frances Farrer, épouse Katherine Wedgwood, nièce d'Emma Darwin. Le 3 janvier 1880, Ida Farrer épouse le cousin de sa belle-mère Horace Darwin, le plus jeune fils de Charles et Emma Darwin, à St Mary's, Bryanston Square. Le couple a un fils et deux filles :
- Erasmus Darwin IV (en) (7 décembre 1881 - 24 avril 1915) qui est tué lors de la deuxième bataille d'Ypres pendant la Première Guerre mondiale [4]
- Ruth Frances Darwin (1883-1972) qui est une défenseur de l'eugénisme et épouse le Dr William Rees-Thomas.
- Emma Nora Darwin (1885-1989) qui publie l'édition de 1959 de L'Autobiographie de Charles Darwin et épouse le haut-fonctionnaire Sir Alan Barlow.

Ida et Horace Darwin s'installent à Cambridge, où ils vivent dans "The Orchards", un manoir de 24 pièces sur Huntingdon Road. Un effectif complet de domestiques donne à Darwin le loisir de poursuivre des activités en dehors de la maison. En 1883, elle est membre fondatrice de la Cambridge Association for the Care of Girls, une organisation qui identifie les filles de la classe ouvrière considérées comme rebelles ou incontrôlables et les place en service domestique ou les envoie dans des établissements de formation pour le service, et qui a également organisé des clubs de loisirs pour les filles. Elle rejoint ensuite la Ladies Dining Society.
Darwin fait également partie du comité de la Cambridge Charity Organization Society et en 1908, en réponse aux recommandations de la Commission royale pour le soin et le contrôle des faibles d'esprit, avec Florence Ada Keynes forme un sous-comité pour enquêter sur le nombre d'enfants « défectueux » dans les écoles de l'arrondissement. Ce sous-comité devient l'Association de Cambridge pour le soin des faibles d'esprit et les membres comprennent le maire de Cambridge, le professeur Regius de médecine et des représentants du comité d'éducation de l'arrondissement, de l'Eastern Counties Asylum à Colchester et de la Cambridge Association for the Care of Girls. Le groupe fait campagne pour l'adoption d'une loi qui mettrait en vigueur les recommandations de la Commission royale et organise des réunions et des conférences. En 1912, l'Association, conjointement avec la Cambridge University Eugenics Society, tient une réunion au Guildhall, où Ellen Pinsent présente un article au sujet da la déficience mentale et de sa "dangerosité sociale" : Mental Defect and its Social Dangers.
Après l'adoption de la loi sur les déficiences mentales en 1913, l'Association fusionne avec la Cambridgeshire Voluntary Association for the Care of the Mentally Defective, qui vient d'être formée par le conseil de comté. Cette organisation est affiliée à la Central Association for the Care of the Mentally Defective (plus tard la Central Association for Mental Welfare) dont Darwin deviendra vice-présidente et en tant que telle est signataire d'une lettre au Times en 1929 appelant à la ségrégation et à la supervision des déficients existants et à une enquête sur les causes de la déficience mentale.
Bien que Darwin ait réduit ses engagements publics après la mort de son fils en 1915, elle maintient des liens avec la Central Association for Mental Welfare jusqu'à la fin de sa vie.
Elle est décédée le 5 juillet 1946 et est enterrée à Cambridge dans la paroisse de l'Ascension Burial Ground avec son mari. Elle a une nécrologie dans The Times avec une note supplémentaire de Leslie Scott qui la décrit comme « l'une des pionnières de ce pays dans le domaine du travail social ».
L'hôpital Ida Darwin, construit dans les années 1960 sur le site de l'hôpital Fulbourn, est nommé en son honneur. Elle a également un iris, Mme Horace Darwin, qui porte son nom.